# Landgericht Ratibor

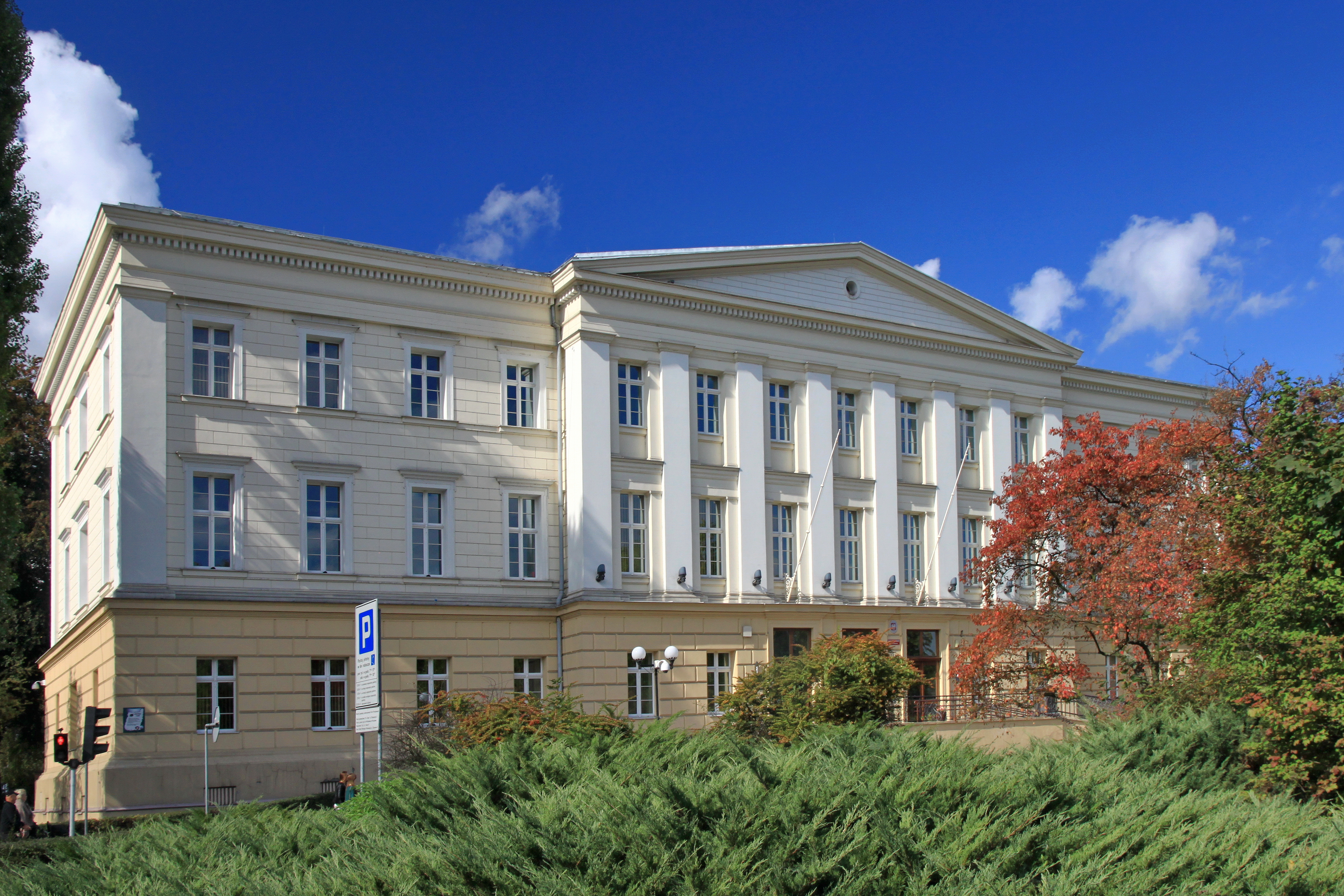
Ehem. Landgerichtsgebäude (2013)

Das Landgericht Ratibor war ein preußisches Gericht der ordentlichen Gerichtsbarkeit im Bezirk des Oberlandesgerichts Breslau mit Sitz in Ratibor.

## Vorgeschichte
Im Jahre 1849 wurden in Preußen Appellationsgerichte gebildet, denen Kreisgerichte nachgeordnet waren, die für jeweils einen Landkreis als erstinstanzliche Gerichte dienten. In Ratibor entstand damit das Appellationsgericht Ratibor mit 16 zugeordneten Kreisgerichten, darunter das Kreisgericht Ratibor sowie das Schwurgericht Ratibor.

## Geschichte
Das königlich-preußische Landgericht Ratibor wurde mit Wirkung zum 1. Oktober 1879 als eines von 14 Landgerichten im Bezirk des Oberlandesgerichtes Breslau gebildet. Der Sitz des Gerichtes war Ratibor. Das Landgericht war danach für den Landkreis Cosel, Leobschütz, Ratibor, Rybnik und einen Teil des Landkreises Pleß zuständig. Ihm waren folgende Amtsgerichte zugeordnet:
| Amtsgericht            | Sitz       | Bezirk |
| ---------------------- | ---------- | --- |
| Amtsgericht Bauerwitz  | Bauerwitz  | aus dem Kreis Leobschütz der Stadtbezirk Bauerwitz und die Amtsbezirke Babitz, Bauerwitz, Knispel und Rakau |
| Amtsgericht Cosel      | Cosel      | Kreis Cosel |
| Amtsgericht Hultschin  | Hultschin  | aus dem Kreis Ratibor der Stadtbezirk Hultschin und die Amtsbezirke Annaberg, Beneschau, Buslawitz, Groß-Hoschütz, Klein-Hoschütz, Schloss Hultschin, Deutsch-Krawarn, Petrzkowitz, Schillersdorf und Teile der Amtsbezirke Bolatitz und Kreuzenort |
| Amtsgericht Katscher   | Katscher   | aus dem Kreis Leobschütz der Stadtbezirk Katscher und die Amtsbezirke Dirschel, Langenau, Leimerwitz, Nassiedel, Deutsch-Neukirch, Piltsch und Teile der Amtsbezirke Auchwitz und Troplowitz                                                        |
| Amtsgericht Leobschütz | Leobschütz | der Kreis Leobschütz ohne den Teil, der den Amtsgerichten Bauerwitz und Katscher zugeordnet war |
| Amtsgericht Loslau     | Loslau     | aus dem Kreis Rybnik der Stadtbezirk Loslau und die Amtsbezirke Golkowitz, Jastrzemb, Lazisk, Schloss Loslau, Marklowitz, Mschanna, Moschczenitz, Pohlom, Pschow, Radlin, Ruptau, Schwirklau                                                        |
| Amtsgericht Ratibor    | Ratibor    | der Kreis Ratibor ohne den Teil, der dem Amtsgericht Hultschin zugeordnet war |
| Amtsgericht Rybnik     | Rybnik     | der Kreis Rybnik ohne den Teil, der den Amtsgerichten Loslau und Sohrau zugeordnet war |
| Amtsgericht Sohrau     | Sohrau     | aus dem Kreis Rybnik der Stadtbezirk Sohrau und die Amtsbezirke Baranowitz, Pallowitz und Rogoisna |

Der Landgerichtsbezirk hatte 1888 zusammen 361.385 Einwohner. Am Gericht waren ein Präsident, drei Direktoren und zwölf Richter tätig.
Im Jahre 1888 entstand das Amtsgericht Gnadenfeld im Landgerichtsbezirk. Zum 1. April 1941 wurden die Landgerichtsbezirke Beuthen-Kattowitz, Bielitz, Gleiwitz, Neisse, Oppeln, Ratibor und Teschen dem neugeschaffenen Oberlandesgericht Kattowitz zugeschlagen.
Im Jahre 1945 wurde der Landgerichtsbezirk unter polnische Verwaltung gestellt, und die deutschen Einwohner wurden vertrieben. Damit endete auch die Geschichte des Landgerichtes Ratibor.